# Molotov
Molotov – meksykańska grupa muzyczna reprezentująca mieszankę rocka, hip-hopu i heavy metalu. Została stworzona 23 września 1995.
Grupa pisze teksty w większości po hiszpańsku, lecz bardzo często wtrąca słowo lub dwa po angielsku. Teksty te są śpiewane i rapowane przez wszystkich członków grupy. Wiele z piosenek jest inspirowanych politycznie. Kilka piosenek grupy zostało użytych jako soundtrack w grze komputerowej Total Overdose.

## Skład grupy

### Aktualni członkowie
- Tito Fuentes – wokal/gitary (1995-)
- Mickey "Huidos" Huidobro – wokal/gitary basowe (1995-)
- Paco Ayala – wokal/gitary basowe (1996-)
- Randy "El Gringo Loco" Ebright – wokal/perkusja (1996-)

### Byli członkowie
- Javier de la Cueva – gitara basowa (1995-96)
- La Quesadillera – perkusja (1995-96)

## Dyskografia
- ¿Dónde Jugarán Las Niñas? – 26 sierpnia 1997
- Molomix – 24 listopada 1998
- Apocalypshit – 14 września 1999
- Dance and Dense Denso – 5 lutego 2003
- Con Todo Respeto – 26 października 2004
- Eternamiente – 2007

## Nagrody
¿Dónde jugarán las niñas?:
- Podwójna platynowa płyta w Hiszpanii
- Czterokrotna złota płyta w Meksyku
- Złota płyta w Argentynie i Kolumbii
- Platynowa płyta w Chile i Stanach Zjednoczonych

Dance and Dense Denso:
- Latynoska Nagroda Grammy dla najlepszego teledysku (Frijolero)